# Thoristella chathamensis
Thoristella chathamensis är en snäckart som först beskrevs av Hutton 1873.  Thoristella chathamensis ingår i släktet Thoristella och familjen pärlemorsnäckor. Inga underarter finns listade i Catalogue of Life.